# Comuna Rîlivka, Șepetivka
Rîlivka (în ucraineană Рилівка) este o comună în raionul Șepetivka, regiunea Hmelnîțkîi, Ucraina, formată din satele Kruhlîk, Rîlivka (reședința), Senihiv și Țvit.

## Demografie
Componența lingvistică a comunei Rîlivka
     Ucraineană (97,02%)
     Rusă (2,85%)
Conform recensământului din 2001, majoritatea populației comunei Rîlivka era vorbitoare de ucraineană (97,02%), existând în minoritate și vorbitori de rusă (2,85%).